# Sportgemeinschaft 09 Wattenscheid 1981-1982
Questa voce raccoglie le informazioni riguardanti la Sportgemeinschaft 09 Wattenscheid nelle competizioni ufficiali della stagione 1981-1982.

## Stagione
Nella stagione 1981-1982 il Wattenscheid, allenato da Klaus Hilpert e Fahrudin Jusufi, concluse il campionato di 2. Bundesliga al 17º posto. In Coppa di Germania il Wattenscheid fu eliminato al secondo turno dall'Hannover 96.

## Rosa
| N. |                     | Ruolo | Calciatore         |
| -- | ------------------- | ----- | ------------------ |
|    | Germania (bandiera) | P     | Manfred Behrendt   |
|    | Germania (bandiera) | P     | Dieter Issel       |
|    | Germania (bandiera) | P     | Bernd Tilner       |
|    | Germania (bandiera) | D     | Thomas Duschanski  |
|    | Germania (bandiera) | D     | Heinrich Kerscher  |
|    | Germania (bandiera) | D     | Peter Russok       |
|    | Germania (bandiera) | D     | Burkhard Steiner   |
|    | Germania (bandiera) | D     | Hans-Jürgen Zimmer |
|    | Germania (bandiera) | D     | Helmut Zyla        |
|    | Germania (bandiera) | C     | Frank Aalken       |
|    | Germania (bandiera) | C     | Karl Gerban        |
|    | Germania (bandiera) | C     | Michael Henke      |

| N. |                     | Ruolo | Calciatore        |
| -- | ------------------- | ----- | ----------------- |
|    | Germania (bandiera) | C     | Jürgen Hünerlage  |
|    | Germania (bandiera) | C     | Detlev Kudella    |
|    | Germania (bandiera) | C     | Helmut Reiners    |
|    | Germania (bandiera) | C     | Günter Tinnefeld  |
|    | Germania (bandiera) | C     | Jürgen Willkomm   |
|    | Germania (bandiera) | A     | Uwe Clausmeier    |
|    | Germania (bandiera) | A     | Gerhard Drews     |
|    | Germania (bandiera) | A     | Hans Faust        |
|    | Germania (bandiera) | A     | Peter Kunkel      |
|    | Germania (bandiera) | A     | Wolfgang Schmitt  |
|    | Germania (bandiera) | A     | Walter Wagner     |
|    | Germania (bandiera) | A     | Hermann Wulfmeier |

## Organigramma societario
Area tecnica
- Allenatore: Fahrudin Jusufi
- Allenatore in seconda:
- Preparatore dei portieri:
- Preparatori atletici:

## Calciomercato

### Sessione estiva
| Acquisti | Acquisti          | Acquisti                   | Acquisti |
| R.       | Nome              | da                         | Modalità |
| -------- | ----------------- | -------------------------- | -------- |
| C        | Frank Aalken      | Wattenscheid 09 (juniores) |          |
| A        | Uwe Clausmeier    | Bünder SV                  |          |
| D        | Heinrich Kerscher | Colonia                    |          |
| A        | Walter Wagner     | Panachaïkī                 |          |
| C        | Jürgen Willkomm   | Colonia                    |          |

| Cessioni | Cessioni        | Cessioni | Cessioni |
| R.       | Nome            | a        | Modalità |
| -------- | --------------- | -------- | -------- |
| C        | Wolfgang Patzke | Bochum   |          |

### Sessione invernale
| Acquisti | Acquisti | Acquisti | Acquisti |
| R.       | Nome     | da       | Modalità |
| -------- | -------- | -------- | -------- |

| Cessioni | Cessioni | Cessioni | Cessioni |
| R.       | Nome     | a        | Modalità |
| -------- | -------- | -------- | -------- |

## Risultati

### 2. Bundesliga

#### Girone di andata
| Arbitro: | Kasperowski |

|          |           |              |
| Witt 11’ | Marcatori | 68’ Willkomm |

| Arbitro: | Pauly |

|          |           |               |
| Zyla 89’ | Marcatori | 70’ Respondek |

| Arbitro: | Hennig |

|                                |           |  |
| Elser 45’ Clute-Simon 78’, 80’ | Marcatori |  |

| Arbitro: | Kautschor |

|              |           |           |
| Willkomm 28’ | Marcatori | 33’ Makan |

| Arbitro: | Niebergall |

|                      |           |                        |
| Aumeier 60’ Besl 76’ | Marcatori | 35’ Kunkel 64’ Kudella |

| Arbitro: | Assenmacher |

|                             |           |             |
| Wagner 36’, 82’ Reiners 69’ | Marcatori | 76’ Dierßen |

| Arbitro: | Ulm |

|              |           |           |
| Nathmann 61’ | Marcatori | 86’ Drews |

| Arbitro: | Eschweiler |

|                                              |           |                                    |
| Kunkel 5’ Reiners 9’ (rig.) Steiner 65’, 87’ | Marcatori | 15’, 37’ Leiendecker 34’ Schneider |

| Arbitro: | Brückner |

|            |           |                        |
| Remark 58’ | Marcatori | 78’ Willkomm 89’ Drews |

| Arbitro: | Hellwig |

|                                |           |                      |
| Willkomm 10’ (rig.) Wagner 73’ | Marcatori | 46’ Rolff 53’ Werres |

| Arbitro: | Correll |

|                              |           |  |
| Piller 23’ (rig.) Meisel 84’ | Marcatori |  |

| Arbitro: | Malbranc |

|            |           |              |
| Kunkel 65’ | Marcatori | 90’ Eplinius |

| Arbitro: | Schraivogel |

|                                                         |           |                       |
| Grillemeier 13’ Lander 54’ Gundersdorff 69’ Metzger 79’ | Marcatori | 24’ Gerban 84’ Wagner |

| Arbitro: | Meijerink |

|            |           |  |
| Kunkel 38’ | Marcatori |  |

| Krefeld 7 novembre 1981, ore 15:00 CET 15ª giornata | Bayer Uerdingen | 0 – 0 referto | Wattenscheid 09 | Grotenburg Stadion (3 000 spett.)\| Arbitro: \| Glaw \| |
| Arbitro:                                            | Glaw            |               |                 |                                                         |

| Arbitro: | Neuner |

|  |           |                                      |
|  | Marcatori | 39’ Abramczik 70’ Janzon 89’ Drexler |

| Arbitro: | Zimmermann |

|           |           |                           |
| Drews 17’ | Marcatori | 16’, 19’ Höfer 64’ Kutzop |

| Arbitro: | Werner |

|            |           |  |
| Hainer 48’ | Marcatori |  |

| Arbitro: | Theobald |

|            |           |                            |
| Kunkel 64’ | Marcatori | 2’ Gmeiner 78’ Tune-Hansen |

#### Girone di ritorno
| Bochum 16 gennaio 1982, ore 15:00 CET 20ª giornata | Wattenscheid 09 | 0 – 0 referto | Union Solingen | Lohrheidestadion (1 500 spett.)\| Arbitro: \| Eli \| |
| Arbitro:                                           | Eli             |               |                |                                                      |

| Arbitro: | Dellwing |

|  |           |                                    |
|  | Marcatori | 73’ (rig.) Reiners 83’, 88’ Kunkel |

| Arbitro: | Niebergall |

|             |           |                                |
| Reiners 85’ | Marcatori | 7’, 70’ Jansen 90’ Clute-Simon |

| Arbitro: | Ross |

|           |           |  |
| Schön 87’ | Marcatori |  |

| Arbitro: | Hennig |

|                              |           |  |
| Clausmeier 24’ Wulfmeier 76’ | Marcatori |  |

| Hannover 27 febbraio 1982, ore 15:00 CET 25ª giornata | Hannover 96 | 0 – 0 referto | Wattenscheid 09 | Niedersachsenstadion (2 200 spett.)\| Arbitro: \| Hellwig \| |
| Arbitro:                                              | Hellwig     |               |                 |                                                              |

| Bochum 6 marzo 1982, ore 15:00 CET 26ª giornata | Wattenscheid 09 | 0 – 0 referto | Wormatia Worms | Lohrheidestadion (1 000 spett.)\| Arbitro: \| Föckler \| |
| Arbitro:                                        | Föckler         |               |                |                                                          |

| Fürth 13 marzo 1982, ore 15:00 CET 27ª giornata | Fürth   | 0 – 0 referto | Wattenscheid 09 | Sportpark Ronhof (2 600 spett.)\| Arbitro: \| Föckler \| |
| Arbitro:                                        | Föckler |               |                 |                                                          |

| Arbitro: | Heitmann |

|  |           |            |
|  | Marcatori | 15’ Remark |

| Arbitro: | Neuner |

|                          |           |  |
| Vittinghoff 47’ Gede 66’ | Marcatori |  |

| Arbitro: | Wiesel |

|                         |           |                    |
| Reiners 49’ Steiner 86’ | Marcatori | 4’ Benz 44’ Birner |

| Arbitro: | Huster |

|                     |           |                               |
| Kempa 61’ Hampl 65’ | Marcatori | 57’ Steiner 68’ (rig.) Kunkel |

| Arbitro: | Schmidhuber |

|             |           |                                            |
| Reiners 87’ | Marcatori | 3’ Ulitzka 41’ (rig.) Klinger 71’ Kaminsky |

| Arbitro: | Roth |

|                                                                      |           |                    |
| Dreher 17’, 39’ Täuber 20’, 82’ Nickel 29’ (rig.), 63’ Klinsmann 84’ | Marcatori | 57’ (rig.) Reiners |

| Arbitro: | Osmers |

|              |           |  |
| Wulfmeier 3’ | Marcatori |  |

| Arbitro: | Zimmermann |

|                                          |           |  |
| Bittcher 11’ Kügler 23’, 53’ Drexler 71’ | Marcatori |  |

| Arbitro: | Michel |

|                   |           |                                             |
| Kutzop 62’ (rig.) | Marcatori | 31’ Drews 73’ Reiners 79’ Zimmer 88’ Wagner |

| Arbitro: | Linn |

|               |           |          |
| Wulfmeier 45’ | Marcatori | 90’ Beer |

| Arbitro: | Malbranc |

|                             |           |  |
| Fagot 41’ Eufinger 48’, 83’ | Marcatori |  |

### Coppa di Germania
| Arbitro: | Milkert |

|                          |           |  |
| Clausmeier 94’ Zyla 113’ | Marcatori |  |

| Arbitro: | Wippker |

|                               |           |                                |
| Reiners 20’ (rig.) Kunkel 45’ | Marcatori | 11’ Goll 29’ (rig.) Kleppinger |

| Arbitro: | Osmers |

|                                                                            |           |  |
| Bebensee 39’ Dierßen 44’ Gorski 50’, 67’ Neumann 55’ Kleppinger 62’ (rig.) | Marcatori |  |

## Statistiche

### Statistiche di squadra
| Competizione      | Punti | In casa | In casa | In casa | In casa | In casa | In casa | In trasferta | In trasferta | In trasferta | In trasferta | In trasferta | In trasferta | Totale | Totale | Totale | Totale | Totale | Totale | DR  |
| Competizione      | Punti | G       | V       | N       | P       | Gf      | Gs      | G            | V            | N            | P            | Gf           | Gs           | G      | V      | N      | P      | Gf     | Gs     | DR  |
| ----------------- | ----- | ------- | ------- | ------- | ------- | ------- | ------- | ------------ | ------------ | ------------ | ------------ | ------------ | ------------ | ------ | ------ | ------ | ------ | ------ | ------ | --- |
| 2. Bundesliga     | 31    | 19      | 5       | 8       | 6       | 23      | 27      | 19           | 3            | 7            | 9            | 18           | 35           | 38     | 8      | 15     | 15     | 41     | 62     | -21 |
| Coppa di Germania | -     | 2       | 1       | 1       | 0       | 4       | 2       | 1            | 0            | 0            | 1            | 0            | 6            | 3      | 1      | 1      | 1      | 4      | 8      | -4  |
| Totale            | 31    | 21      | 6       | 9       | 6       | 27      | 29      | 20           | 3            | 7            | 10           | 18           | 41           | 41     | 9      | 16     | 16     | 45     | 70     | -25 |

### Andamento in campionato
| Giornata  | 1 | 2  | 3  | 4  | 5  | 6  | 7  | 8  | 9 | 10 | 11 | 12 | 13 | 14 | 15 | 16 | 17 | 18 | 19 | 20 | 21 | 22 | 23 | 24 | 25 | 26 | 27 | 28 | 29 | 30 | 31 | 32 | 33 | 34 | 35 | 36 | 37 | 38 |
| --------- | - | -- | -- | -- | -- | -- | -- | -- | - | -- | -- | -- | -- | -- | -- | -- | -- | -- | -- | -- | -- | -- | -- | -- | -- | -- | -- | -- | -- | -- | -- | -- | -- | -- | -- | -- | -- | -- |
| Luogo     | T | C  | T  | C  | T  | C  | T  | C  | T | C  | T  | C  | T  | C  | T  | C  | C  | T  | C  | C  | T  | C  | T  | C  | T  | C  | T  | C  | T  | C  | T  | C  | T  | C  | T  | T  | C  | T  |
| Risultato | N | N  | P  | N  | N  | V  | N  | V  | V | N  | P  | N  | P  | V  | N  | P  | P  | P  | P  | N  | V  | P  | P  | V  | N  | N  | N  | P  | P  | N  | N  | P  | P  | V  | P  | V  | N  | P  |
| Posizione | 7 | 11 | 18 | 18 | 14 | 11 | 13 | 11 | 7 | 7  | 10 | 9  | 11 | 9  | 9  | 10 | 12 | 14 | 15 | 15 | 13 | 14 | 15 | 14 | 15 | 14 | 14 | 15 | 17 | 17 | 17 | 17 | 17 | 17 | 17 | 17 | 17 | 17 |

Legenda:

Luogo: C = Casa; T = Trasferta. Risultato: V = Vittoria; N = Pareggio; P = Sconfitta.

### Statistiche dei giocatori
| Giocatore     | 2. Bundesliga | 2. Bundesliga | 2. Bundesliga | 2. Bundesliga | Coppa di Germania | Coppa di Germania | Coppa di Germania | Coppa di Germania | Totale   | Totale | Totale      | Totale     |
| Giocatore     | Presenze      | Reti          | Ammonizioni   | Espulsioni    | Presenze          | Reti              | Ammonizioni       | Espulsioni        | Presenze | Reti   | Ammonizioni | Espulsioni |
| ------------- | ------------- | ------------- | ------------- | ------------- | ----------------- | ----------------- | ----------------- | ----------------- | -------- | ------ | ----------- | ---------- |
| F. Aalken     | 0             | 0             | 0             | 0             | 0                 | 0                 | 0                 | 0                 | 0        | 0      | 0           | 0          |
| M. Behrendt   | 31            | 0             | 0             | 0             | 3                 | 0                 | 0                 | 0                 | 34       | 0      | 0           | 0          |
| U. Clausmeier | 18            | 1             | 0             | 0             | 2                 | 1                 | 0                 | 0                 | 20       | 2      | 0           | 0          |
| G. Drews      | 32            | 4             | 3             | 0             | 3                 | 0                 | 0                 | 0                 | 35       | 4      | 3           | 0          |
| T. Duschanski | 22            | 0             | 2             | 0             | 3                 | 0                 | 0                 | 0                 | 25       | 0      | 2           | 0          |
| H. Faust      | 11            | 0             | 0             | 0             | 0                 | 0                 | 0                 | 0                 | 11       | 0      | 0           | 0          |
| K. Gerban     | 8             | 1             | 0             | 0             | 2                 | 0                 | 0                 | 0                 | 10       | 1      | 0           | 0          |
| M. Henke      | 30            | 0             | 5             | 0             | 3                 | 0                 | 0                 | 0                 | 33       | 0      | 5           | 0          |
| J. Hünerlage  | 7             | 0             | 0             | 0             | 0                 | 0                 | 0                 | 0                 | 7        | 0      | 0           | 0          |
| D. Issel      | 0             | 0             | 0             | 0             | 0                 | 0                 | 0                 | 0                 | 0        | 0      | 0           | 0          |
| H. Kerscher   | 16            | 0             | 4             | 0             | 0                 | 0                 | 0                 | 0                 | 16       | 0      | 4           | 0          |
| D. Kudella    | 27            | 1             | 3             | 1             | 1                 | 0                 | 0                 | 0                 | 28       | 1      | 3           | 1          |
| P. Kunkel     | 34            | 8             | 3             | 0             | 2                 | 1                 | 2                 | 0                 | 36       | 9      | 5           | 0          |
| H. Reiners    | 34            | 8             | 2             | 0             | 3                 | 1                 | 0                 | 0                 | 37       | 9      | 2           | 0          |
| P. Russok     | 9             | 0             | 3             | 0             | 0                 | 0                 | 0                 | 0                 | 9        | 0      | 3           | 0          |
| W. Schmitt    | 0             | 0             | 0             | 0             | 0                 | 0                 | 0                 | 0                 | 0        | 0      | 0           | 0          |
| B. Steiner    | 35            | 4             | 6             | 0             | 3                 | 0                 | 0                 | 0                 | 38       | 4      | 6           | 0          |
| B. Tilner     | 7             | 0             | 0             | 0             | 0                 | 0                 | 0                 | 0                 | 7        | 0      | 0           | 0          |
| G. Tinnefeld  | 36            | 0             | 7             | 0             | 3                 | 0                 | 1                 | 0                 | 39       | 0      | 8           | 0          |
| W. Wagner     | 17            | 5             | 0             | 0             | 3                 | 0                 | 0                 | 0                 | 20       | 5      | 0           | 0          |
| J. Willkomm   | 33            | 4             | 9             | 0             | 3                 | 0                 | 1                 | 0                 | 36       | 4      | 10          | 0          |
| H. Wulfmeier  | 19            | 3             | 0             | 0             | 1                 | 0                 | 0                 | 0                 | 20       | 3      | 0           | 0          |
| H. Zimmer     | 25            | 1             | 1             | 1             | 2                 | 0                 | 0                 | 0                 | 27       | 1      | 1           | 1          |
| H. Zyla       | 27            | 1             | 9             | 1             | 2                 | 1                 | 0                 | 0                 | 29       | 2      | 9           | 1          |